# Abud Omar
Abud Omar, né le 9 septembre 1992 à Mombasa au Kenya, est un footballeur international kényan. Il évolue au poste d'arrière gauche au Sepsi Sfântu Gheorghe.

## Biographie

### En club
Avec le club bulgare du Slavia Sofia, il joue deux matchs lors des tours préliminaires de la Ligue Europa.

### En équipe nationale
Il joue son premier match en équipe du Kenya le 9 juillet 2013, contre l'Eswatini. Ce match gagné 2-0 rentre dans le cadre de la Coupe COSAFA 2013. Le Kenya ne dépasse pas le premier tour de ce tournoi.
Il participe ensuite à la Coupe CECAFA des nations 2013. Le Kenya remporte la compétition en battant le Soudan en finale.

## Statistiques
| Saison                | Club                  | Championnat           | Championnat | Championnat | Coupe(s) nationale(s) | Coupe(s) nationale(s) | Compétition(s) continentale(s) | Compétition(s) continentale(s) | Compétition(s) continentale(s) | Total | Total |
| Saison                | Club                  | Division              | M.          | B.          | M.                    | B.                    | Comp.                          | M.                             | B.                             | M.    | B.    |
| 2015-2016             | Panegialios           | D2                    | 14          | 0           | 2                     | 0                     | -                              | -                              | -                              | 16    | 0     |
| 2015-2016             | Slavia Sofia          | Parva Liga            | 11          | 0           | -                     | -                     | -                              | -                              | -                              | 11    | 0     |
| 2016-2017             | Slavia Sofia          | Parva Liga            | 27          | 0           | 5                     | 1                     | C3                             | 2                              | 0                              | 34    | 1     |
| 2017-2018             | Slavia Sofia          | Parva Liga            | 21          | 0           | 3                     | 0                     | -                              | -                              | -                              | 24    | 0     |
| 2018-2019             | Cercle Bruges KSV     | Jupiler Pro League    | 8           | 0           | 1                     | 0                     | -                              | -                              | -                              | 9     | 0     |
| 2018-2019             | Sepsi Sfântu Gheorghe | Liga I                | -           | -           | -                     | -                     | -                              | -                              | -                              | 0     | 0     |
| Total sur la carrière | Total sur la carrière | Total sur la carrière | 81          | 0           | 11                    | 1                     | -                              | 2                              | 0                              | 94    | 1     |

## Palmarès
- Vainqueur de la Coupe CECAFA des nations en 2013 avec l'équipe du Kenya